# Geórgios Stýlios
Geórgios Stýlios (en grec Γεώργιος Στύλιος) est un homme politique grec.

## Biographie
Aux élections législatives grecques de janvier 2015, il est élu député au Parlement grec sur la liste de Nouvelle Démocratie dans la circonscription d'Arta.